# Fulla
Fulla eller Fylla er i nordisk mytologi en asynje (en kvindelig guddom). Hun optræder mest i myterne som tjenerinde for gudinden Frigg, der er gift med Odin. Fylla går altid med udslået hår og gyldent hovedbånd. Udtrykket "Fyllas hovedbånd" var derfor engang et fast udtryk for guld.
Hun er også rådgiver for Frigg, og desuden gudinde for frugtbarhed ligesom Freja.